# Lincoln Corrêa dos Santos
Lincoln Corrêa dos Santos (Serra, 16 de diciembre de 2000), más conocido como Lincoln, es un futbolista brasileño que juega en la demarcación de delantero para el Athletic Club del Campeonato Brasileño de Serie B.

## Carrera

### Flamengo
Lincoln hizo su debut profesional en el Flamengo de Brasil con apenas 16 años en un partido del Brasileirão el día 19 de noviembre del 2017 contra el Corinthians, en el estadio Ilha do Urubu. Ingresó al campo de juego habiendo transcurrido 65 minutos de partido, mientras que el Flamengo vencía en el clásico cómodamente por 3 a 0.La siguiente semana jugó su segundo partido como profesional, curiosamente en otro clásico, esta vez contra el Santos, en un partido que Flamengo perdió por 2 a 1.

## Estadísticas
Actualizadas hasta el 7 de febrero de 2023.

### Clubes
| Club                | Temporada           | Campeonato nacional | Campeonato nacional | Campeonato nacional | Copa nacional | Copa nacional | Copa nacional | Competiciones continentales | Competiciones continentales | Competiciones continentales | Otros torneos | Otros torneos | Otros torneos | Total    | Total | Total       |
| Club                | Temporada           | Partidos            | Goles               | Asistencias         | Partidos      | Goles         | Asistencias   | Partidos                    | Goles                       | Asistencias                 | Partidos      | Goles         | Asistencias   | Partidos | Goles | Asistencias |
| ------------------- | ------------------- | ------------------- | ------------------- | ------------------- | ------------- | ------------- | ------------- | --------------------------- | --------------------------- | --------------------------- | ------------- | ------------- | ------------- | -------- | ----- | ----------- |
| Flamengo            | 2017                | 3                   | 0                   | 0                   | —             | —             | —             | 1                           | 0                           | 0                           | —             | —             | —             | 4        | 0     | 0           |
| Flamengo            | 2018                | 9                   | 0                   | 0                   | 3             | 1             | 0             | 4                           | 0                           | 0                           | 7             | 1             | 0             | 23       | 2     | 0           |
| Flamengo            | 2019                | 11                  | 3                   | 0                   | 2             | 0             | 0             | 1                           | 0                           | 0                           | ---           | ---           | ---           | 14       | 3     | 0           |
| Flamengo            | 2020                | 14                  | 1                   | 0                   | 2             | 0             | 0             | 3                           | 2                           | 0                           | ---           | ---           | ---           | 19       | 3     | 0           |
| Flamengo            | Total               | 37                  | 4                   | 0                   | 7             | 1             | 0             | 9                           | 2                           | 0                           | 7             | 1             | 0             | 60       | 8     | 0           |
| Vissel Kobe         | 2021                | 13                  | 1                   | 0                   | 5             | 0             | 0             | ---                         | ---                         | ---                         | ---           | ---           | ---           | 18       | 1     | 0           |
| Vissel Kobe         | 2022                | 8                   | 0                   | 0                   | 0             | 0             | 0             | 4                           | 3                           | 0                           | ---           | ---           | ---           | 12       | 4     | 0           |
| Vissel Kobe         | Total               | 21                  | 1                   | 0                   | 5             | 0             | 0             | 4                           | 3                           | 0                           | ---           | ---           | ---           | 30       | 5     | 0           |
| Cruzeiro            | 2022                | 9                   | 1                   | 0                   | ---           | ---           | ---           | ---                         | ---                         | ---                         | ---           | ---           | ---           | 9        | 1     | 0           |
| Cruzeiro            | Total               | 9                   | 1                   | 0                   | ---           | ---           | ---           | ---                         | ---                         | ---                         | ---           | ---           | ---           | 9        | 1     | 0           |
| Total de la carrera | Total de la carrera | 67                  | 6                   | 0                   | 12            | 1             | 0             | 13                          | 5                           | 0                           | 7             | 1             | 0             | 90       | 13    | 0           |

### Selección brasileña
Abajo están todos los partidos, goles y asistencias del futbolista jugando por  Brasil, desde las categorías de base.
Sub-17
| Año   |          |       |        |          |
| Año   | Partidos | Goles | Asist. | Promedio |
| ----- | -------- | ----- | ------ | -------- |
| 2017  | 18       | 9     | 3      | 0,5      |
| Total | 18       | 9     | 3      | 0,5      |

Sub-20
| Año   |          |       |        |          |
| Año   | Partidos | Goles | Asist. | Promedio |
| ----- | -------- | ----- | ------ | -------- |
| 2018  | 2        | 1     | 0      | 0,5      |
| 2019  | 7        | 2     | 0      | 0,3      |
| Total | 9        | 3     | 0      | 0,3      |

## Palmarés

### Campeonatos regionales
| Título         | Club           | País   | Año  |
| -------------- | -------------- | ------ | ---- |
| Taça Guanabara | C. R. Flamengo | Brasil | 2018 |
| Taça Guanabara | C. R. Flamengo | Brasil | 2019 |
| Taça Guanabara | C. R. Flamengo | Brasil | 2020 |

### Títulos nacionales
| Título                          | Club           | País   | Año  |
| ------------------------------- | -------------- | ------ | ---- |
| Campeonato Brasileño de Serie A | C. R. Flamengo | Brasil | 2019 |
| Campeonato Brasileño de Serie A | C. R. Flamengo | Brasil | 2020 |
| Supercopa de Brasil             | C. R. Flamengo | Brasil | 2020 |
| Campeonato Brasileño de Serie B | Cruzeiro E. C. | Brasil | 2022 |
| J1 League                       | Vissel Kobe    | Japón  | 2023 |

### Títulos internacionales
| Título                                   | Club (*)       | Sede  | Año  |
| ---------------------------------------- | -------------- | ----- | ---- |
| Campeonato Sudamericano de Fútbol Sub-17 | Brasil sub-17  | Chile | 2017 |
| Copa Libertadores                        | C. R. Flamengo | Lima  | 2019 |
| Recopa Sudamericana                      | C. R. Flamengo | ----  | 2020 |

(*) Incluyendo la selección.